# 全東信
株式会社全東信（ぜんとうしん、英称：ZENTOSHIN）は、大阪府大阪市に本社を置く日本のクレジットカード決済代行会社である。

## 沿革
- 1987年 - 大阪南飲食事業協同組合を設立。
- 1998年 - 株式会社東信クレジットサービスを設立。
- 1999年 - 全東信飲食事業協同組合を設立し、全国展開を開始。
- 2000年 - 東京都港区赤坂に自社ビルを購入。
- 2003年 - 東京都中央区京橋に自社ビルを購入。
- 2005年 - 業界では初となる飲食店へのリボルビング払いサービスを開始。
- 2006年 - 株式会社全東信を設立。
- 2011年 - 株式会社全東信システムソリューションズを設立。
- 2014年 - スマートフォン・タブレット決済システム「全東信ペイ」を開始。
- 2024年 - 他人名義で不正にクレジットカード会社の加盟店契約を申し込んでいたとして東京支社営業本部長を私電磁的記録不正作出・同供用容疑などで逮捕。法人として犯罪収益隠匿容疑で書類送検される。

## 支社・営業所
- 東京支社 - 東京都中央区京橋3丁目10番2号　東信ビル
- 赤坂営業所 - 東京都港区赤坂2丁目10番18号　全東信赤坂ビル

## 関連会社
- 東信クレジットサービス
- 全東信システムソリューションズ